# Wolfgang Denzel
Pour les articles homonymes, voir Denzel.
Wolfgang Denzel, viennois né en 1908 et décédé en 1990, était un ingénieur-entrepreneur autrichien pilote occasionnel de rallye.

## Biographie

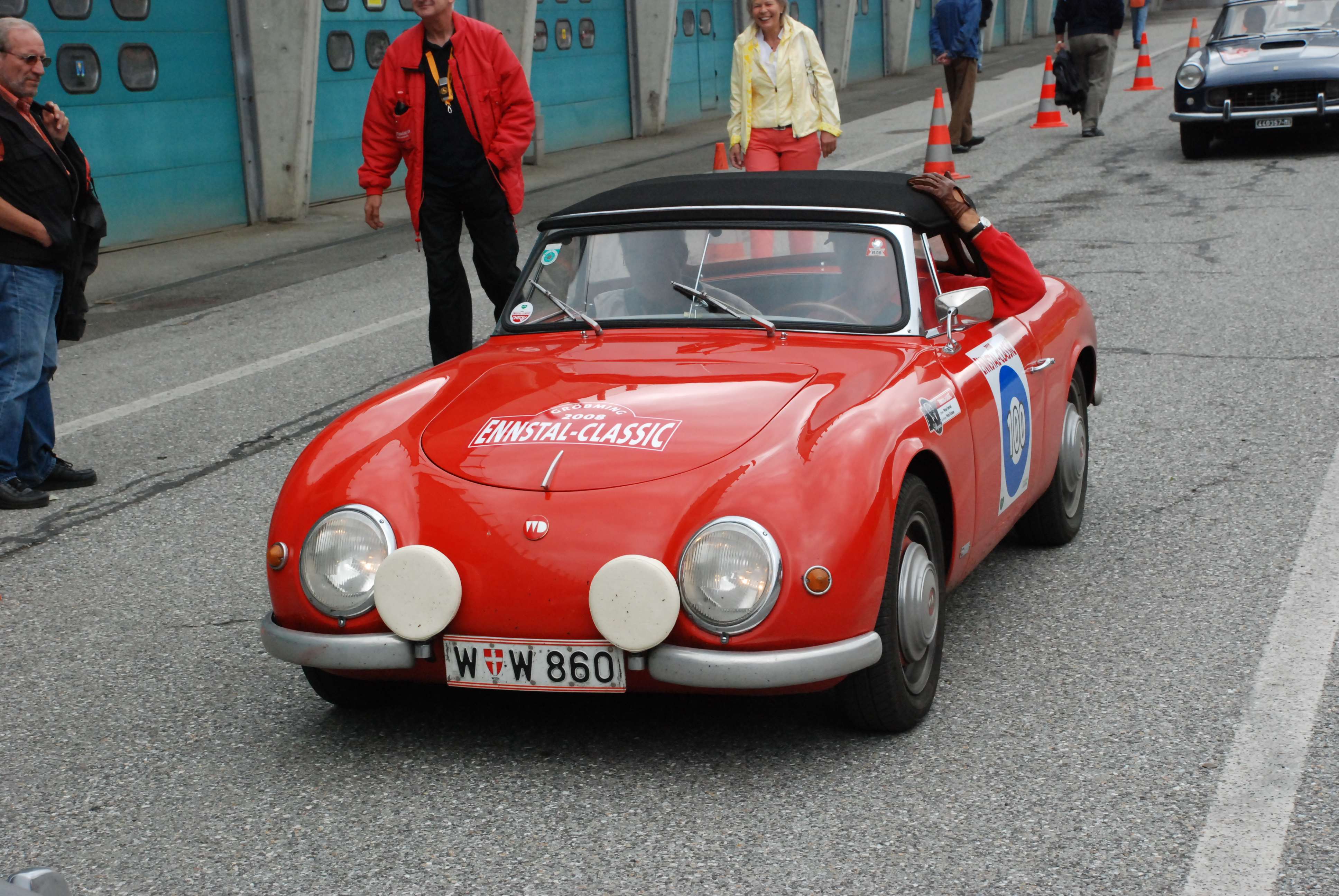
La Denzel-Porsche 1300S.

Il participe à des courses motocyclistes et de voile avant-guerre.
Au sortir de celle-ci, il devient importateur exclusif de la firme BMW pour l'Autriche, de motos puis d'automobiles.
De 1948 à 1960, il dirige sa propre firme de carrosserie et de préparation de voitures sportives biplaces (roadsters ouverts), sur la base initialement de châssis et de moteurs Volkswagen (1100, 1300 et 1 500 cm3).
L'entreprise produit un total de 300 véhicules en 12 années d'existence (dont 5 années initiales passées en pur développement). À ses tout débuts, elle a pour objectif d'entrer en concurrence directe avec Porsche. Les premiers modèles sont des coques en acier trempé polies à la main et recouvertes d'aluminium. Au fil des ans sont améliorées et renforcées de plus en plus de pièces: transmissions, culasses...
Avec l'ensemble des petits actionnaires de BMW, Denzel approuve le maintien de la privatisation du constructeur en 1959, et devient même le concepteur du modèle BMW 700, qui sert alors à faire redécoller les ventes.
Sa Coupe des Alpes conquise en 1955 sert de fort tremplin publicitaire international pour ses propres modèles, à la charnière des années 1950.

## Palmarès
- Triple vainqueur de classe du Rallye autrichien des Alpes, en 1949, 1954 et 1956 (voitures de sports);
- Vainqueur du Rallye International des Alpes Françaises (Coupe des Alpes), en 1954 (copilote Hubert Stroinigg), sur Denzel-Porsche 1300S de sa conception;
- Vainqueur de classe 1,3 L. à la VIIe Stella Alpina, en 1954 (avec Stoinigg)[1];

(nb: 53 ans plus tard, son fils Peter participe à la 51e édition de la course (devenue entre-temps rallye Historique), en 2007 au volant de la propre voiture de son père)